# Touwbaanpark
Het Touwbaanpark is een relatief jong stadsparkje van 60 bij 26 meter in Amsterdam-Centrum, Oostelijke Eilanden, Oostenburg.
Het nieuwe parkje werd rond 2015 aangelegd op een voormalige rommelige parkplaats, die op haar beurt was aangelegd op de terreinen van de gesloopte fabrieksgebouwen van Wiener & Co. Die gebouwen werden gesloopt om plaats te maken voor woningbouw. Die had een rooilijn die verder aflag van een voet- en fietspad, waardoor een klein groengebiedje kon worden ingericht die dat pad omzoomt. Het kreeg haar naam op 6 mei 2015; een vernoeming naar de nabijgelegen straat Touwbaan, op zich weer vernoemd naar de lijnbanen van de Vereenigde Oostindische Compagnie die hier in de 17e en 18e eeuw gevestigd waren. Het parkje werd ingericht door landschapsarchitectenbureau Hosper.
Ten noordwesten van het parkje ligt de Bandenboot van Robert Jasper Grootveld in het water van de Wittenburgervaart. Het voet- en fietspad sluit aan op de Ezelsbrug van Dirk Sterenberg. 
Aan het park is een tiental woningen gebouwd.
Touwbaanpark is ook de benaming van een appartementencomplex onmiddellijk ten zuidwesten van het stadsparkje.

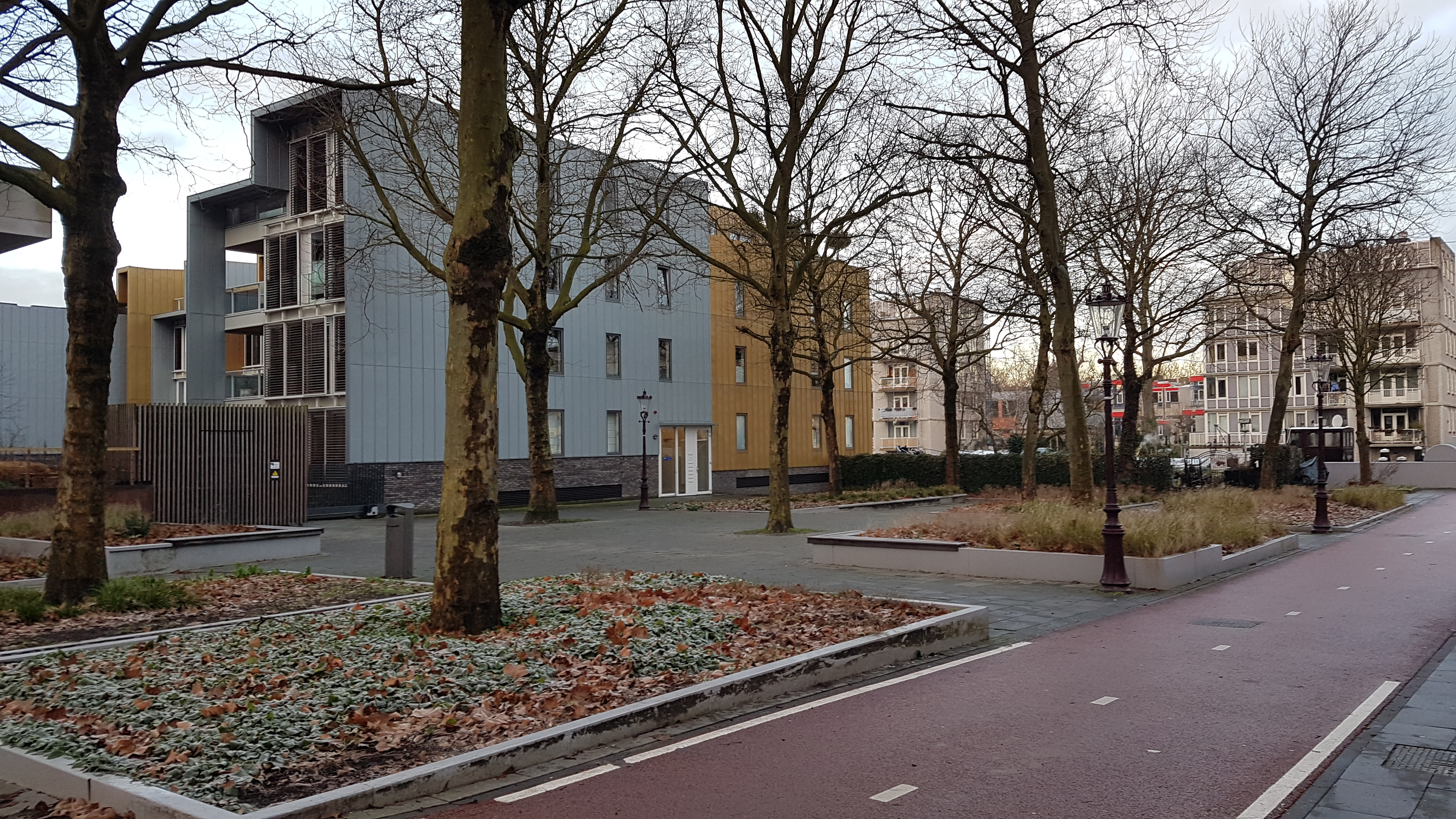
Touwbaanpark, park met complex in januari 2021